# Latrodectus
Latrodectus este un gen de păianjeni din familia Theridiidae.

Genul Latrodectus cuprinde circa 31 specii. Mușcătura acestora este deosebit de veninoasă, putând provoca omului sindromul denumit latrodectism, care se manifestă prin tulburări cutanate sau sistemice deosebit de grave  sau  chiar cu deznodământ fatal. Din cauza componentei neurotoxice a veninului inoculat, la locul mușcăturii va apărea, în scurt timp, o papulă congestivă, însoțită de dureri violente și edem cutanat extins pe suprafețe mari, iar moartea victimei poate surveni în decurs de 18-36 ore. Persoanele vindecate pot deveni imune la mușcături ale aceleiași specii de Latrodectus, chiar dacă vor fi mai mari reacțiile locale și cicatricea.

## Răspândirea speciilor
- Latrodectus geometricus, Africa, SUA, America de Sud, Australia.

### Europa, nordul Africii, Orientul Mijlociu și vestul Asiei
- Latrodectus dahli,  Orientul Mijlociu
- Latrodectus hystrix, Yemen, Socotra
- Latrodectus lilianae,  Spania
- Latrodectus pallidus, nordul Africii, Orientul Mijlociu, Rusia, Iran, Capul Verde
- Latrodectus revivensis, Israel
- Latrodectus tredecimguttatus, zona mediteraneană, centrul Asiei și Kazastan.

### America Centrală și America de Sud
- Latrodectus antheratus, Paraguay, Argentina
- Latrodectus apicalis, Galapagos
- Latrodectus corallinus,  Argentina
- Latrodectus curacaviensis,  Antile, America de Sud
- Latrodectus diaguita,  Argentina
- Latrodectus mactans (Văduva neagră) syn. Lactrodectus schuchii, America de Sud
- Latrodectus mirabilis,  Argentina
- Latrodectus quartus,  Argentina
- Latrodectus variegatus, Chile și Argentina

### Africa subsahariană și Madagascar
- Latrodectus cinctus, sudul Africii, Capul Verde, Kuweit
- Latrodectus indistinctus, Africa de Sud, Namibia
- Latrodectus karooensis, Africa de Sud
- Latrodectus menavodi, Madagascar
- Latrodectus obscurior, Madagascar, Capul Verde
- Latrodectus renivulvatus, Africa, Arabia Saudită, Yemen
- Latrodectus rhodesiensis, Zimbabwe.

### Asia
- Latrodectus elegans, China, Myanmar, Japonia
- Latrodectus erythromelas, Sri Lanka.

### Australia și Oceania
- Latrodectus atritus, Noua Zeelandă
- Latrodectus hasselti, Australia, sud-estul Asiei, Noua Zeelandă
- Latrodectus katipo, Noua Zeelandă.

## Album

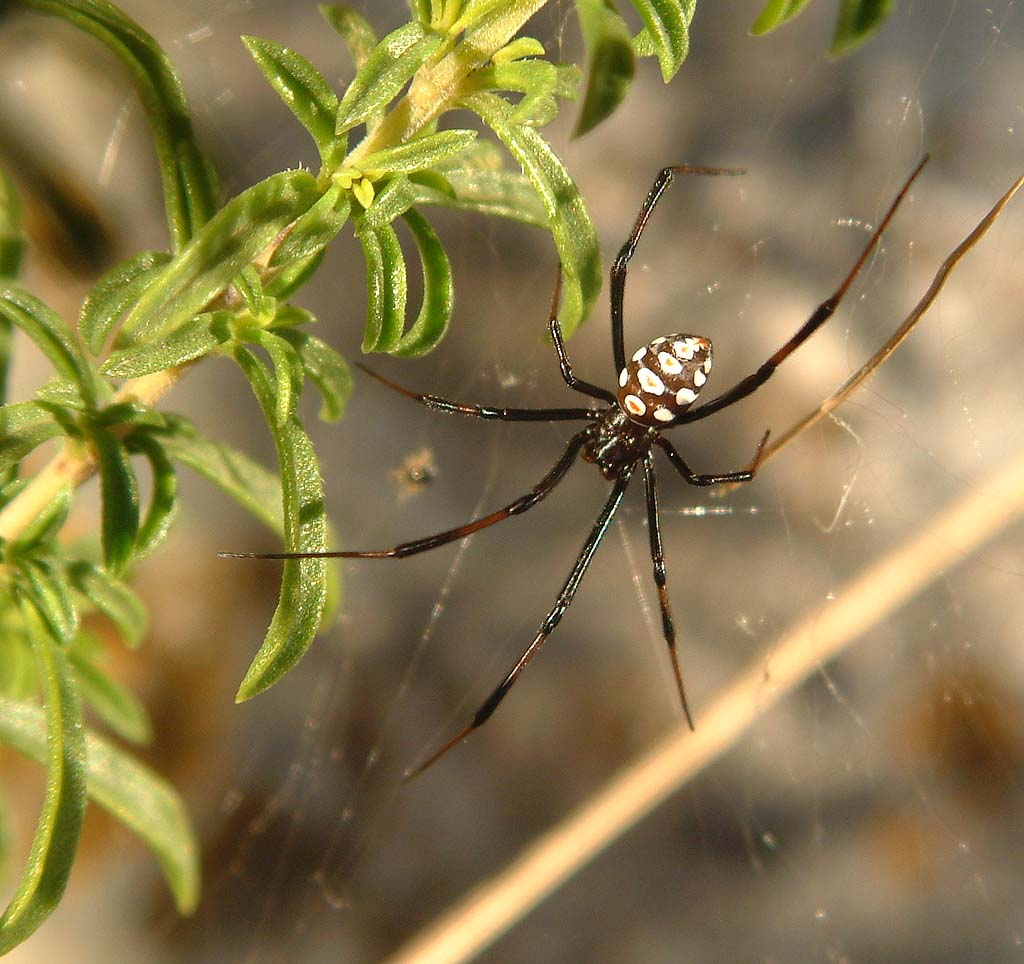
Latrodectus tredecimguttatus - mascul
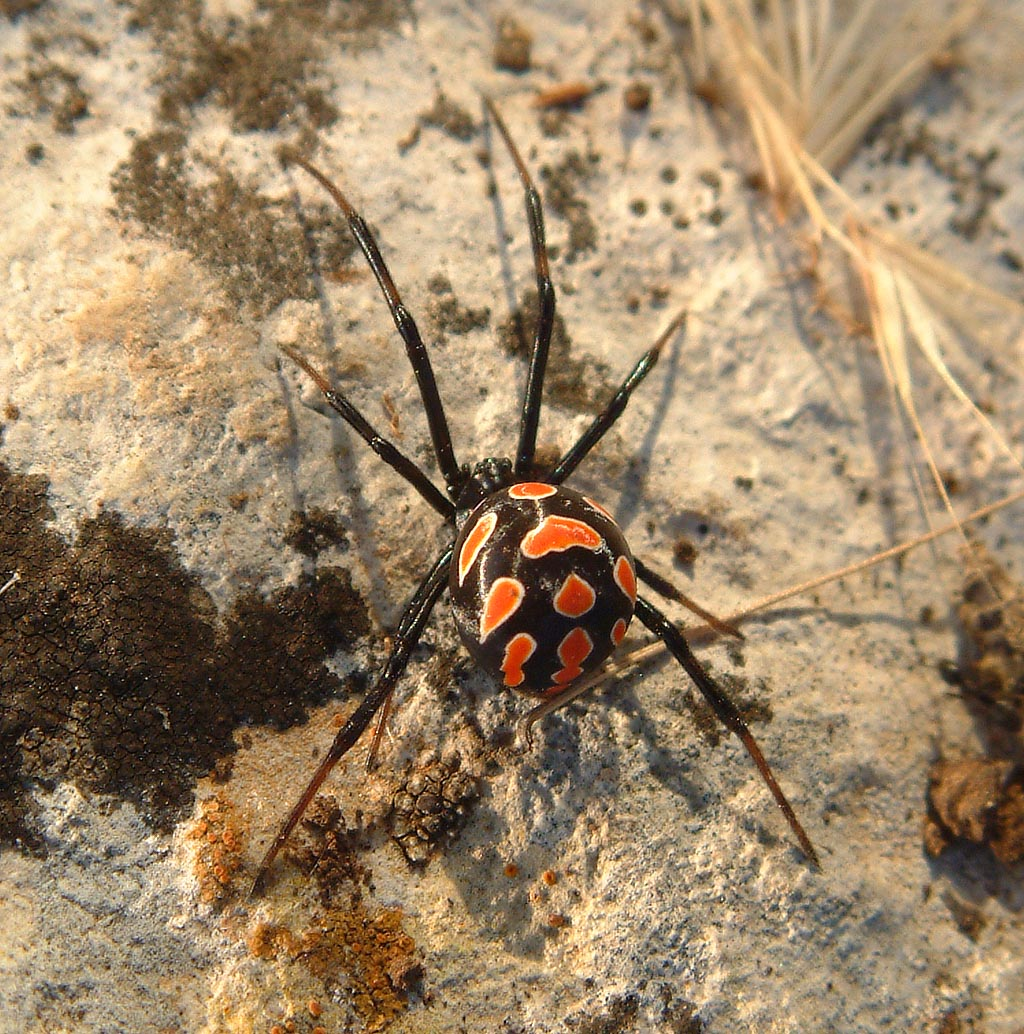
Latrodectus tredecimguttatus - femelă
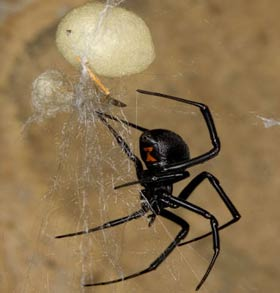
Lactrodectus hesperus
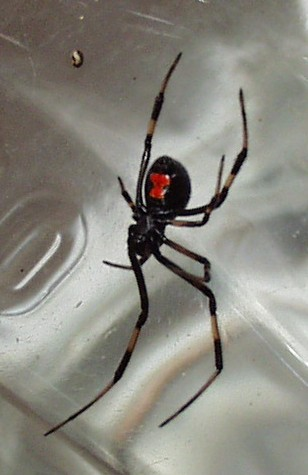
Latrodectus mactans